# Kamel Baddari
 (février 2024).
La mise en forme du texte ne suit pas les recommandations de Wikipédia : il faut le « wikifier ».
Les points d'amélioration suivants sont les cas les plus fréquents. Le détail des points à revoir est peut-être précisé sur la page de discussion.
- Les titres sont pré-formatés par le logiciel. Ils ne sont ni en capitales, ni en gras.
- Le texte ne doit pas être écrit en capitales (les noms de famille non plus), ni en gras, ni en italique, ni en « petit »…
- Le gras n'est utilisé que pour surligner le titre de l'article dans l'introduction, une seule fois.
- L'italique est rarement utilisé : mots en langue étrangère, titres d'œuvres, noms de bateaux, etc.
- Les citations ne sont pas en italique mais en corps de texte normal. Elles sont entourées par des guillemets français : « et ».
- Les listes à puces sont à éviter, des paragraphes rédigés étant largement préférés. Les tableaux sont à réserver à la présentation de données structurées (résultats, etc.).
- Les appels de note de bas de page (petits chiffres en exposant, introduits par l'outil «  Source ») sont à placer entre la fin de phrase et le point final[comme ça].
- Les liens internes (vers d'autres articles de Wikipédia) sont à choisir avec parcimonie. Créez des liens vers des articles approfondissant le sujet. Les termes génériques sans rapport avec le sujet sont à éviter, ainsi que les répétitions de liens vers un même terme.
- Les liens externes sont à placer uniquement dans une section « Liens externes », à la fin de l'article. Ces liens sont à choisir avec parcimonie suivant les règles définies. Si un lien sert de source à l'article, son insertion dans le texte est à faire par les notes de bas de page.
- La présentation des références doit suivre les conventions bibliographiques. Il est recommandé d'utiliser les modèles {{Ouvrage}}, {{Chapitre}}, {{Article}}, {{Lien web}} et/ou {{Bibliographie}}. Le mode d'édition visuel peut mettre en forme automatiquement les références.
- Insérer une infobox (cadre d'informations à droite) n'est pas obligatoire pour parachever la mise en page.

Pour une aide détaillée, merci de consulter Aide:Wikification.
Si vous pensez que ces points ont été résolus, vous pouvez retirer ce bandeau et améliorer la mise en forme d'un autre article.
Kamel Baddari, né en 1960 à Biskra, ville algérienne située au centre-est de l'Algérie, est un physicien et mathématicien. Il est ministre de l'Enseignement supérieur et de la Recherche scientifique algérien à partir du 8 septembre 2022.

## Biographie

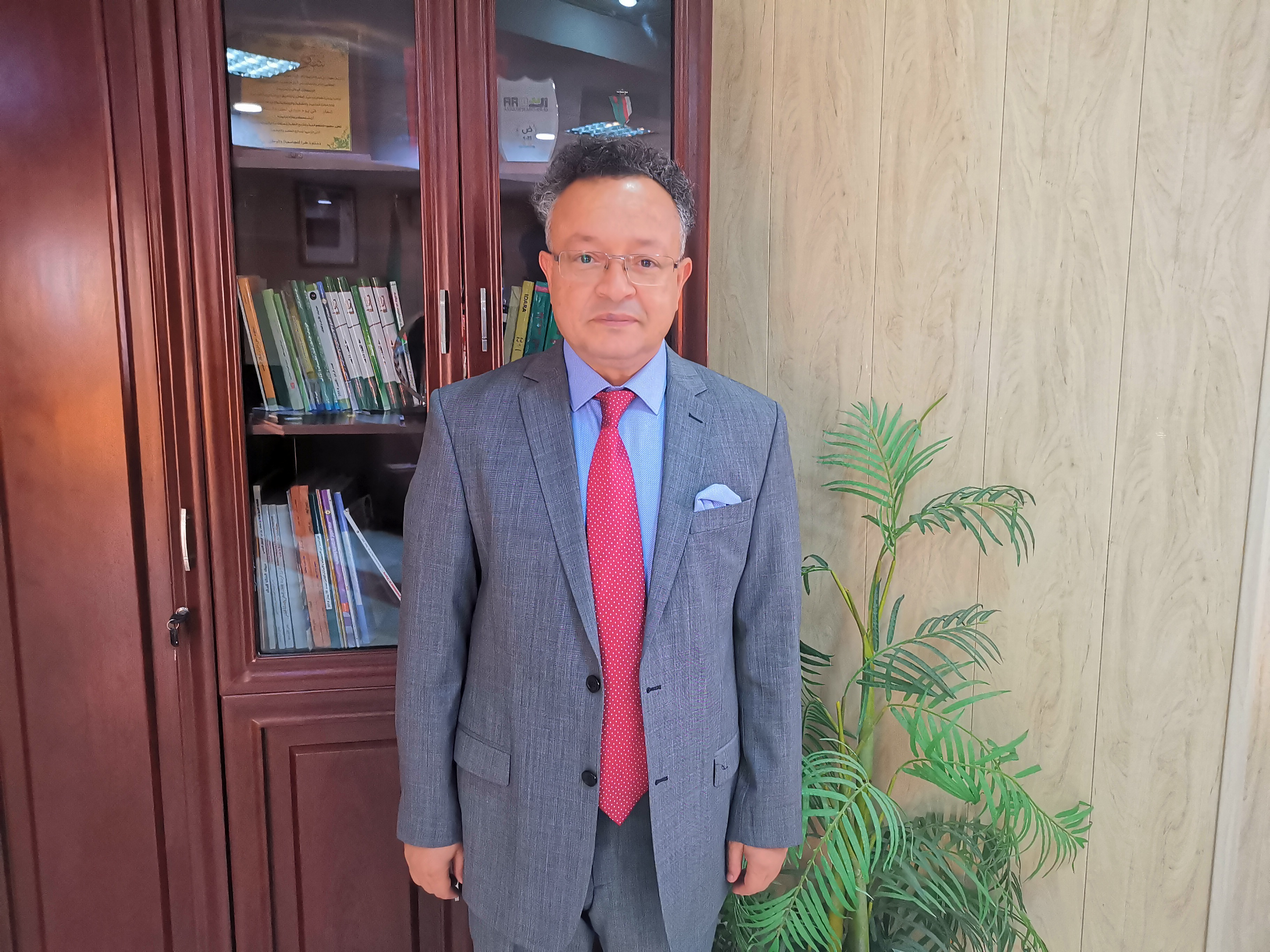
Pr. Kamel Baddari en 2020

Ancien recteur de l'université de Bouira de 2012 à 2016 puis de l'université de M'Sila de 2017 à 2022. Jusqu'à sa nomination en poste de ministre, il était président, représentant du ministre de l’enseignement supérieur et de la recherche scientifique algérien, de la commission nationale de pilotage et de suivi de la mise en œuvre du programme de l’accompagnement pédagogique au profit de l’enseignant chercheur en Algérie. 

Beddari a grandi au quartier "El Alia" dans la ville de Biskra. Il obtient son baccalauréat en 1978 et rejoint l'Institut national des hydrocarbures et de la chimie à Boumerdès ou il est gradué ingénieur en 1983. Il part à Moscou en octobre 1983. En 1987, il soutient sa thèse de doctorat en physique et mathématiques sous la direction d’Anatoly D. Frolov pour ses travaux de recherche sur les précurseurs physiques complexes de la rupture des corps polycristallins en relation avec la prévision des séismes. 

Il est Professeur des universités depuis 1998. De 1997 à 2001, il a été choisi et désigné Professeur associé par l'université de l'Oklahoma. Chargé de l’encadrement et de la formation en modèles mathématiques et simulations des ingénieurs en développement de gisement de la société Sonatrach à l'institut algérien du pétrole à Boumerdès en Algérie.
Il a assumé la direction de plusieurs institutions dont recteur de l'université Mohamed Boudiaf—M’Sila (depuis 2017), et président de la commission nationale de la formation des enseignants de l’enseignement supérieur (depuis 2016).
Kamel Baddari a œuvré aussi dans l’ingénierie de la pédagogie depuis le processus de Bologne. A cet effet, il a à son actif plusieurs ouvrages : 
 (mars 2024).
- Comprendre et pratiquer le LMD[5],

- L’assurance qualité dans l’enseignement supérieur. Conduire l’autoévaluation d’un établissement d’enseignement supérieur[6],

- Les indicateurs de la formation dans un établissement d’enseignement supérieur[7]

- Le référentiel LMD. Bien enseigner dans le système LMD[8],

Il a également élaboré, avec la participation de Abdelkarim Herzallah, le document du ministère de l’enseignement supérieur et de la recherche scientifique intitulé « Guide pratique de mise en œuvre et de suivi du LMD » à la demande du Ministre en 2011.

## Publications

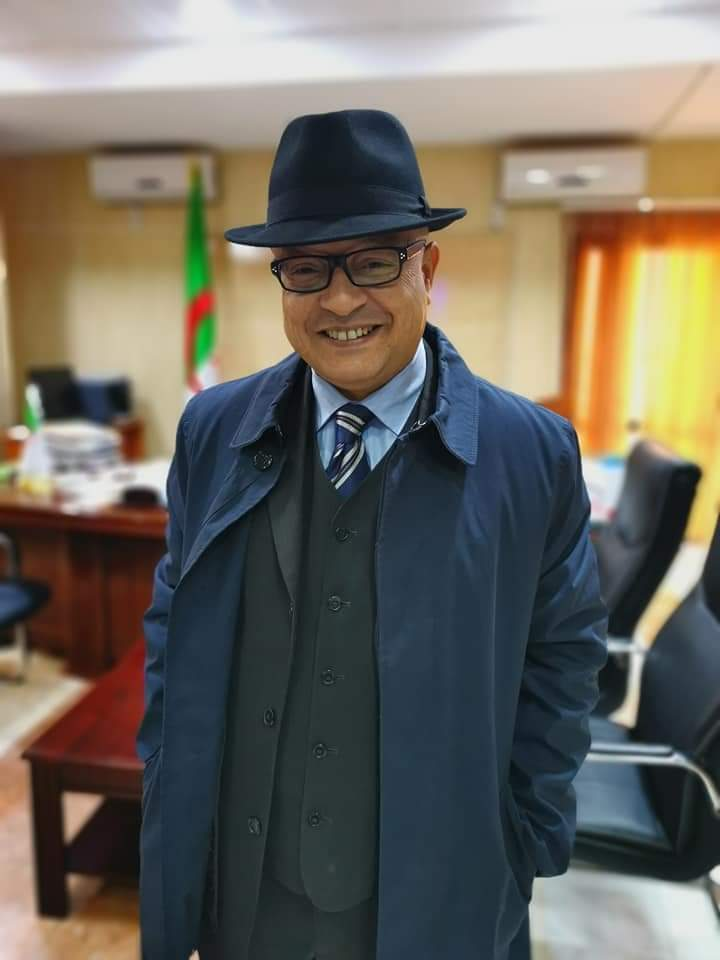
Pr. Kamel Baddari en 2020

- Physique de la terre. OPU. 388 pages[10]
- Équations de la physique mathématiques appliquées[11].
- Théorie et pratique des fonctions d’une variable complexe. OPU- 350 pages[12].
- Filtrage analogique-numérique. Dar el djazairia alger[13],
- Eléments de sismologie. OPU, Alger[14]
- Les séismes et leur prévision. Opu alger 2002, 355[15] p,
- Assurance qualité dans l'enseignement supérieur - conduire et réussir l'autoévaluation. Opu alger 2013, 146 p[16].
- Comprendre et pratiquer le LMD, OPU, 140p[17].
- Maîtriser les indicateurs de la formation - OPU (2012)[18]
- Référentiel LMD. Bien enseigner dans le système LMD – OPU – (2014)[19]
- La recherche d’information – OPU – (2016)[20]